# Farkas Gatal
Farkas Gatal (in ungherese Gatal nembeli Farkas; ... – dopo il 1183), fu un nobile ungherese vissuto nella seconda metà del XII secolo che ricoprì la carica di palatino d'Ungheria dal 1177 al 1183 circa.

## Biografia

### Origini
Farkas (o Forcos) apparteneva alla stirpe dei Gatal, che possedeva dei feudi nel comitato di Sopron. La loro sede eponima, il paese di Gatal, si trovava nella zona tra Csepreg e Répcevis. Suo fratello era Gatal, che servì come ispán del comitato di Sopron intorno al 1156 e del comitato di Bodrog intorno al 1164. Gatal fu uno dei primi membri conosciuti delle famiglie nobili degli Endrédi, Szász de Tamasóc e Gatalóci. Di Farkas non si conosce alcun discendente.

### Figura politica
Farkas appare per la prima volta nei documenti contemporanei intorno al 1156, quando agì come pristaldus (balivo reale) durante il processo in cui Géza II d'Ungheria donò le tenute Locsmánd, Gyirót e Sarud nel comitato di Sopron (rispettivamente le attuali Lutzmannsburg, Kroatisch Geresdorf e Frankenau in Austria) ai cavalieri tedeschi Goffredo e Alberto, progenitori della famiglia Frankói. Farkas attestò i fratelli come nuovi proprietari delle terre, definendone i confini.
Farkas operò a stretto contatto con Béla III d'Ungheria, fungendone da consigliere. Succedendo ad Ampud, Farkas fu nominato palatino d'Ungheria intorno al 1177. Viene menzionato per la prima volta in questa veste quando intercesse presso il re affinché un certo Caba, che non aveva eredi maschi, potesse lasciare i suoi feudi, i suoi vigneti, i suoi servi e il suo bestiame all'abbazia di Pannonhalma nelle sue ultima volontà e testamento. Dopo la morte dell'imperatore Manuele I Comneno nel settembre del 1180, Béla III scagliò una campagna (guerra bizantino-ungherese (1180-1185)) per ripristinare la sovranità ungherese in Dalmazia. Farkas fu incaricato di guidare le truppe magiare fino al mar Adriatico. Béla III riprese la sovranità sulla Dalmazia apparentemente senza un serio confronto. Farkas Gatal risiedeva a Zara nel marzo del 1181.
Tornato in Ungheria nel medesimo anno, Farkas giudicò alcuni servi della gleba, fuggiti dall'abbazia di Cégénydányád, nota anche come monastero della Vergine Maria lungo il fiume Szamos (Someș), ai signori vicini. Secondo lo storico Tibor Szőcs, si trattava di un incarico reale straordinario e slegato dalla sua posizione di palatino. Nello stesso anno, Farkas acquistò la località di Szeles (o Szőlős) nel comitato di Baranya dalla nobildonna Froa, vedova del prevosto Marcello, per 120 marchi (la fortificazione e i terreni circostanti si trovavano compresi nei confini della moderna Pécsudvard). Béla III approvò il contratto di vendita nel cosiddetto diploma di Froa, un atto considerato dal valore fondamentale per il monarca e in cui fu rimarcato il valore dei testi scritti e la futura istituzione di una cancelleria permanente. Nel 1183 il capitolo di Strigonio vendette una porzione di terra a Kéménd (l'attuale Kamenín, in Slovacchia) a Farkas Gatal per due marchi, un evento questo testimoniato da un atto realizzato da Nicola, arcivescovo di Strigonio. A Farkas successe Dionigi come palatino d'Ungheria entro il 1184.